# Sierpów
Sierpów – wieś w Polsce położona w województwie łódzkim, w powiecie zgierskim, w gminie Ozorków.
W latach 1975–1998 miejscowość administracyjnie należała do ówczesnego województwa łódzkiego.

## Zabytki
Według rejestru zabytków Narodowego Instytutu Dziedzictwa na listę zabytków wpisane są obiekty:
- układ komunikacyjny kolejki wąskotorowej – Krośniewicka Kolej Dojazdowa
- most kolejowy, stalowy, na rowie melioracyjnym – Krośniewicka Kolej Dojazdowa